# Дудич, Милан
Ми́лан Ду́дич (серб. Милан Дудић / Milan Dudić; 1 ноября 1979, Кралево) — сербский футболист, защитник. Участник чемпионата мира 2006 в составе сборной Сербии и Черногории.

## Биография
В юности поочерёдно выступал за четыре команды низших сербских дивизионов, затем был приглашён в команду «Чукарички», в которой постепенно закрепился в основном составе и хорошо проявил себя. По ходу сезона 2001/02 он сменил «Чукарички», середняка чемпионата страны, на «Црвену Звезду», один из лучших югославских клубов всех времён. В «Црвене Звезде» он провёл пять сезонов, и если в первом из них он провёл лишь три игры, то в последующие четыре сезона Дудич выходил на поле постоянно и являлся одним из ключевых игроков обороны. Он выиграл в составе «Црвены Звезды» два чемпионата и два кубка страны. Летом 2006 года Дудич перешёл в «Ред Булл», один из сильнейших австрийских клубов последних лет, с которым стал двукратным чемпионом Австрии.
В 2001—2006 гг. выступал за сборную СР Югославии / Сербии и Черногории, провёл 13 матчей, голов не забивал. Участвовал в ЧМ-2006, ставшем для его команды провальным, из трёх матчей, проведённых (и проигранных) его командой, отыграл два, против Аргентины и Кот-д’Ивуара, во втором из них заработал два пенальти в свои ворота за игру рукой. После ЧМ в сборную более не вызывался.

## Достижения
«Црвена Звезда»
- Чемпион Сербии и Черногории: 2003/04, 2005/06
- 2-е место в чемпионате СР Югославии: 2001/02
- 2-е место в чемпионате Сербии и Черногории: 2002/03, 2004/05
- Обладатель Кубка Сербии и Черногории: 2004, 2006
- Финалист Кубка Сербии и Черногории: 2003, 2005

«Ред Булл»
- Чемпион Австрии: 2006/07, 2008/09
- 2-е место в чемпионате Австрии: 2007/08